# Czarnoszyj
Czarnoszyj, różan (Rhodochiton Zucc. ex Otto & A.Dietr.) – rodzaj roślin z rodziny babkowatych. Obejmuje trzy gatunki. Występują one w Ameryce Środkowej – w południowym Meksyku i Gwatemali. Czarnoszyj purpurowy Rhodochiton atrosanguineus jest uprawiany, także w Polsce.

## Morfologia

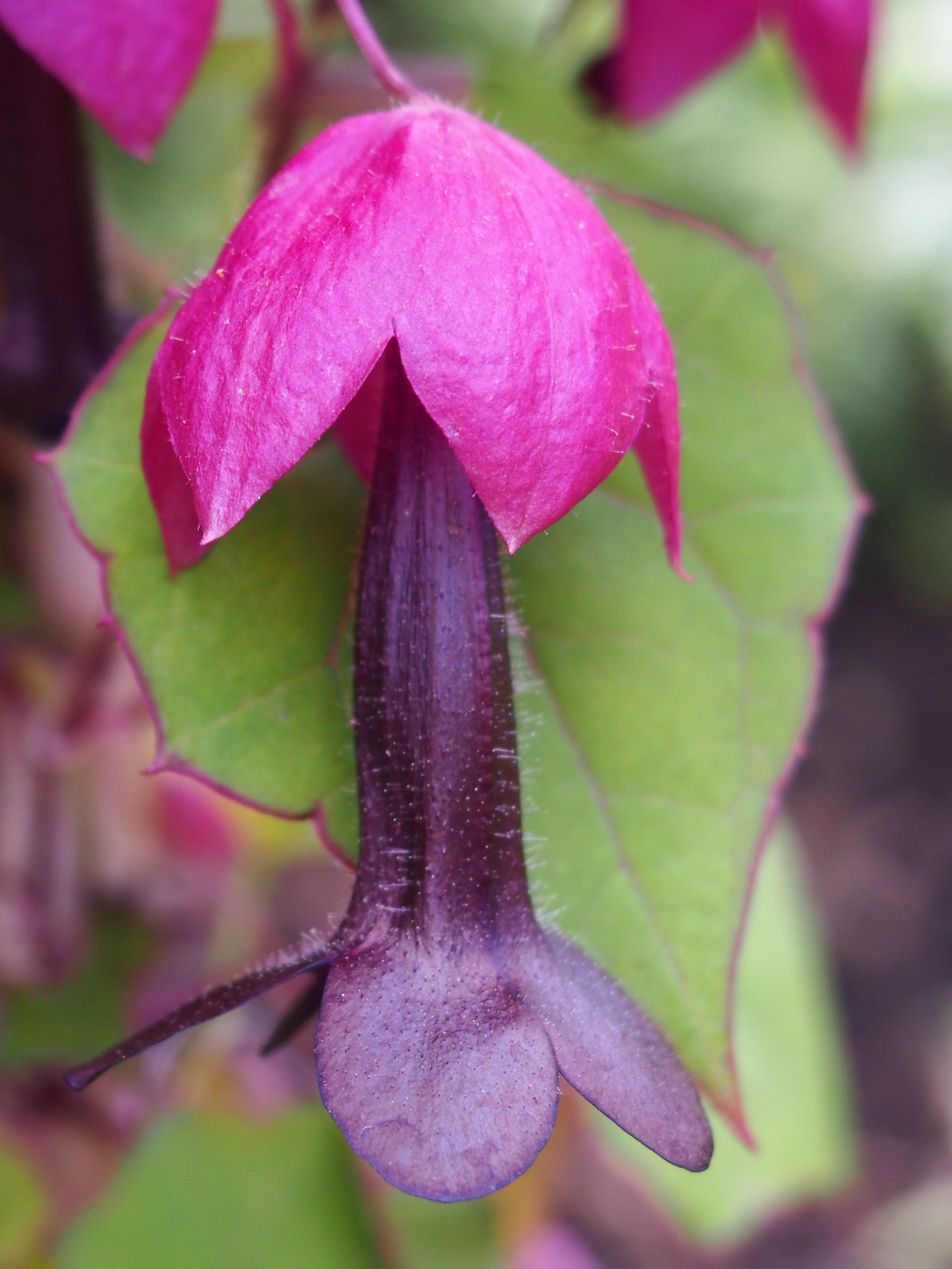
Kwiat czarnoszyja purpurowego

PokrójByliny o pędach drewniejących u nasady, wspinających się za pomocą ogonków liściowych owijających się na podporach. Rośliny omszone, ogruczolone do nagich.
LiścieSkrętoległe, pojedyncze, o blaszce trójkątnej lub sercowatej, na brzegu ząbkowanej, czasem drobno.
KwiatyWyrastają pojedynczo w kątach liści na długich, zwisających szypułkach. Działek jest pięć i zrośnięte są w szeroki, dzwonkowaty kielich o równych, całobrzegich łatkach. Płatki korony zrośnięte są u nasady w rurkę walcowatą lub 5-kanciastą, na końcu dwuwargowe. Mają barwę czarnopurpurową do różowo-fioletowej. Pręciki są cztery, w dwóch parach, wystające z rurki korony. Zalążnia górna, podługowatokulista, dwukomorowa, z licznymi zalążkami i szyjką słupka zakończoną główkowatym znamieniem.
OwoceOkryte trwałym kielichem torebki zawierające liczne nasiona zaopatrzone w dwa skrzydełka.

## Systematyka
Rodzaj z rodziny babkowatych Plantaginaceae (dawniej tradycyjnie w szeroko ujmowanej rodzinie trędownikowatych Scrophulariaceae), wchodzący w obrębie plemienia Antirrhineae w skład kladu (zwanego kladem Maurandya) wspólnie ze spokrewnionymi rodzajami: Asarina, Cymbalaria, Maurandella i Maurandya.
Wykaz gatunków
- Rhodochiton atrosanguineus (Zucc.) Rothm. – czarnoszyj purpurowy
- Rhodochiton hintonii (Elisens) D.A.Sutton
- Rhodochiton nubicola (Elisens) D.A.Sutton